# Betty McDowall
Betty McDowall (* 14. August 1924 in Sydney, New South Wales als Betty Magarita McDowall; † 31. Dezember 1993 in London) war eine australische Schauspielerin in Film und Fernsehen. Bekannt wurde sie vor allem durch ihre Rollen in Kinofilmen wie 12 Sekunden bis zur Ewigkeit, Eine Stadt sucht einen Mörder, Morgen um zehn, Die erste Fahrt zum Mond oder L – Der Lautlose.

## Leben und Karriere
Betty McDowall wurde 1924 in Sydney, im australischen Bundesstaat New South Wales geboren. Ihr Filmdebüt gab sie 1948 im Alter von 24 Jahren in T.O. McCreadies Drama Always Another Dawn. Danach wurde sie seit 1957 in zahlreichen weiblichen Hauptrollen überwiegend in Low-Budget Produktionen für das britische Kino besetzt. Sie spielte in Filmen wie dem Thriller Zwölf Sekunden bis zur Ewigkeit von Regisseur Gerald Thomas, in dem Kriminalfilm Eine Stadt sucht einen Mörder unter der Regie von Robert S. Baker und Monty Berman, in dem Drama Der Boß war schneller als Scotland Yard neben William Hartnell, in Montgomery Tullys Krimi Vor dem Umbruch – Mord an der Seite von Vincent Ball, in dem Drama Versuchung auf der Schulbank von Regisseur Leslie Norman, in Lance Comforts Thriller Morgen um zehn, in dem Science Fiction Abenteuerfilm Die erste Fahrt zum Mond von Nathan Juran oder in der Agentenparodie L – Der Lautlose inszeniert von Jack Cardiff. Ihren letzten Auftritt auf der Leinwand hatte sie 1976 in Richard Donners Horrorfilm Das Omen.
Zu ihren Fernsehauftritten zählen von 1953 bis zum Jahre 1977 unter anderem: BBC Sunday-Night Theatre, Fabian of the Yard, Lilli Palmer Theatre, The Count of Monte Cristo, Douglas Fairbanks, Jr., Presents, The New Adventures of Charlie Chan, Web, The Flying Doctor, Die vier Gerechten , Kommissar Maigret, Der kleine Lord, Z-Cars, Simon Templar oder Nummer 6.
Betty McDowalls Filmkarriere umfasste mehr als 60 internationale Produktionen für Kino und Fernsehen. Sie verstarb am 31. Dezember 1993 im Alter von 69 Jahren in London.

## Filmografie (Auswahl)
- 1948: Always Another Dawn
- 1957: Der Mann, den keiner kannte (Interpol)
- 1957: Kostbare Bürde (The Shiralee)
- 1957: Zwölf Sekunden bis zur Ewigkeit (Time Lock)
- 1958: Diamond Safari
- 1958: She Didn’t Say No!
- 1959: Eine Stadt sucht einen Mörder (Jack the Ripper)
- 1960: Der Boß war schneller als Scotland Yard (Jackpot)
- 1960: Vor dem Umbruch – Mord (Dead Lucky)
- 1961: Versuchung auf der Schulbank (Spare the Rod)
- 1962: Morgen um zehn (Tomorrow at Ten)
- 1963: Echo of Diana
- 1964: Die erste Fahrt zum Mond (First Men in the Moon)
- 1964: Halt die Tasten heiß (Ballad in Blue)
- 1965: L – Der Lautlose (The Liquidator)
- 1976: Das Omen (The Omen)